# HDD Save chip
Pour les articles homonymes, voir HDD.
Une HDD Save chip est une puce de sauvetage pour disque dur. C'est un composant électronique petit et très léger qui permet d'arrêter tous les composants branchés après celle-ci, si la température de la puce monte trop ou s'il y a un court-circuit.
Si un court-circuit ou une augmentation anormale de la température se produit, un composant de la puce fond et il faudra la remplacer. Les raisons qui peuvent conduire à un arrêt des composants peuvent être :
- trop de composants branchés derrière la puce ;
- consommation trop importante d'un ou de plusieurs composants ;
- court-circuit ;
- branchement d'un appareil non adapté au connecteur.

Cette puce se branche sur un connecteur Molex et protège le fil rouge (alimentation aller 5 volts) et le fil jaune (alimentation aller 12 volts). Lorsque ce dernier est déconnecté seul, tous les composants branchés sur le même câble s'arrêteront. Un connecteur Molex permet d'alimenter :
- Des disques durs
- Des lecteurs de CD-ROM
- Des ventilateurs supplémentaires
- Des cartes graphiques ayant besoin d'une alimentation supplémentaire si elles consomment beaucoup d'électricité.